# Aeroportul Gbangbatoke
Aeroportul Gbangbatoke (IATA: GBK, ICAO: GFGK) este un aeroport din Sierra Leone ce deservește zona Gbangbatoke⁠(d).
Situat la o altitudine de 23 m, aeroportul dispune de o singură pistă.